# 新東京歯科技工士学校
新東京歯科技工士学校（しんとうきょうしかぎこうしがっこう、英: Shin-Tokyo Dental Technician College）は、東京都大田区にある私立の専門学校（歯科技工士養成所）。

## 概要
同じ校舎に新東京歯科衛生士学校を併設している。運営は学校法人東京滋慶学園。

## 設置学科
- 歯科技工士科Ⅰ部　歯科技工士専攻（男女・昼間・2年課程）
- 歯科技工士科午後部　3DCG・CADデザイナー専攻（男女・昼間（15時以降）・3年課程）
- 歯科技術予備教育科　進学サポート専攻（男女・昼間・1年課程）

## 取得できる資格
歯科技工士科（Ⅰ部・午後部）は卒業時に歯科技工士国家試験の受験資格を取得できる。

## 所在地・アクセス
東京都大田区大森北一丁目18番2号
- JR京浜東北線大森駅から徒歩5分
- 京急本線大森海岸駅から徒歩5分

## 沿革
1980年2月　財団法人歯研会設立、新東京歯科技工士学院が厚生大臣より歯科技工士養成所として指定される。

1980年4月　東京都品川区に新東京歯科技工士学院開校（定員90名　総定員180名）

1981年3月　専修学校として東京都知事認可、校名を新東京歯科技工士学校に変更。

1981年4月　新東京歯科技工士学校開校。

1986年2月　学校法人歯研会学園設立。

1986年4月　学校設置者を学校法人歯研会学園に変更。

2008年7月　滋慶学園グループに加入

2010年3月　新東京歯科技工士学校夜間部認可（定員35名、総定員285名）

2013年4月　学校法人歯研会学園が学校法人東京滋慶学園に名称変更

2014年10月　東京都大田区の新校舎に移転